# Modelatge de nivell de massa

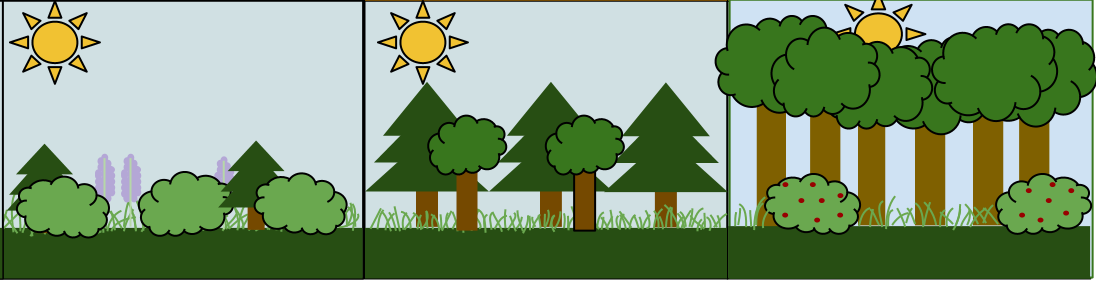

En silvicultura, una part del bosc se la coneix com a modelatge de nivell de massa, que és similar en termes de forma, edat i tipus d'arbre o espècie d'arbres i generalment clarament diferent dels cultius veïns. Els límits del modelatge de nivell de massa s'utilitzen generalment per separar subdivisions o subzones en la planificació forestal (vegeu: Departament). El modelatge de nivell de massa representa la unitat més petita d'activitat silvícola. En les operacions forestals, les existències es descriuen al registre d'inventaris segons els departaments. La planificació econòmica per als pròxims anys i les mesures adoptades també figuren en cada població.
Si l'inventari està altament estructurat, es pot dividir en un inventari principal i en un o dos inventaris secundaris a la descripció. L'inventari secundari sol incloure arbres que no tenen contacte amb la zona de la corona de l'inventari principal. Aquests arbres de mida petita i mitjana poden tenir un caràcter purament nutritiu o ser l'inici de la nova generació.
Si la massa consisteix en una sola espècie d'arbre, es parla de masses pures, amb diverses espècies arbòries de masses mixtes.

## Descripció del modelatge de nivell de massa
Les capes de suport formen l'estructura vertical de la plantilla forestal. "Dins d'una capa de suport, els arbres tenen el seu espai a la corona a la mateixa alçada sobre el terra. Les diferents capes d'un suport no tenen contacte en l'espai de la corona."
Els estrats implicats en el desenvolupament del Modelatge de nivell de massa es diferencien segons la seva importància silvícola i econòmica:
- Inventari principal: Capa amb l'èmfasi econòmic. La capa de l'inventari és sempre l'inventari principal si la proporció de cobertura de la capa de l'inventari superior és almenys 5/10. Les avaluacions de l'inventari principal inclouen la tala selectiva.
- Suport superior: Capa sobre l'inventari principal.
- Refugi: Capa sota el nivell superior.
- Inventaris secundaris: s. o.